# 457 هـ
457 هـ هي سنة في التقويم الهجري امتدت مقابلةً في التقويم الميلادي بين سنتي 1064 و1065.

## مواليد
- إياز السلجوقي
- أبو القاسم الطلحي
- أبو الفضل الكرماني

## وفيات
- أبو نصر بن أبي نور اليفرني
- ابن أبي حصينة
- ابن الفراء